# Agua Prieta
Agua Prieta è una città messicana situata nel nord-est dello stato di Sonora, al confine con gli Stati Uniti d'America. La città è il capoluogo municipale e località più popolosa del comune di Agua Prieta. Secondo i dati del Censo de Población y Vivienda realizzato nel 2010 dall'Instituto Nacional de Estadística y Geografía (INEGI), Agua Prieta ha una popolazione di 77.254 abitanti, che la rende la settima città più popolosa dello stato.
Fondata nel 1899, fu riconosciuta come città dal 1942. Il nome deriva dalla parola opata bachicuy, che significa "acque nere". Questo perché nel posto, l'acqua con cui i contadini di fine Ottocento, irrigavano il loro bestiame si oscurarono, a causa della natura della terra.
Si trova a 4,3 km dalla città statunitense di Douglas, Arizona, e 380,2 km dalla capitale statale, Hermosillo.